# NGC 2180
NGC 2180 – gromada otwarta znajdująca się w gwiazdozbiorze Oriona. Odkrył ją William Herschel 24 stycznia 1784 roku. Jest położona w odległości ok. 3 tys. lat świetlnych od Słońca.